# البابا بونيفاس الأول

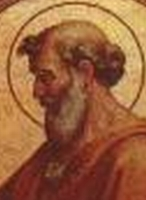
150 بكسل

البابا القديس بونيفاس الأول (باللاتينية: Bonifacius I) هو بابا الكنيسة الكاثوليكية من 28 ديسمبر 418 إلى 4 سبتمبر 422. كان معاصرًا للقديس أوغسطينوس، الذي أهدى إلى بونيفاس الأول عددًا من كتاباته.

## أنظر أيضا
- البابا
- قائمة باباوات الكنيسة الرومانية الكاثوليكية